# Saison 1963-1964 de l'AS Saint-Étienne
Chronologie
Saison précédente Saison suivante
Cette page présente la saison 1963-1964 de l'AS Saint-Étienne. Le club évolue en Division 1, en Coupe de France et en Coupe Drago.

## Résumé de la saison
- Retour en Division 1 et retour magistral puisque le club est champion de France pour la deuxième fois de son histoire.
- Jean Snella est de retour au club comme entraîneur cette saison. Durant cette saison, René Domingo a dû mettre un terme à sa carrière en raison d’une fracture à la jambe survenue lors de la rencontre contre Valenciennes le 19 janvier 1964.
- C’est le début de la suprématie stéphanoise sur le championnat de France.

## Équipe professionnelle

### Transferts
Sont considérés comme arrivées, des joueurs n’ayant pas joué avec l’équipe 1 la saison précédente.
| Nom                  | Nationalité | Poste             | Transfert      | Provenance/Destination | Division      |
| -------------------- | ----------- | ----------------- | -------------- | ---------------------- | ------------- |
| Arrivées             |             |                   |                |                        |               |
| Pierre Bernard       |             | Gardien           | Transfert      | Nîmes                  | Division 1    |
| Joseph Hartmann      |             | Milieu de terrain | Transfert      | Lille OSC              | Division 2    |
| Eli Mercati          |             | Défenseur         | -              | -                      | Formé au club |
| Jacques Veggia       |             | Attaquant         | Transfert      | SC Toulon              | Division 2    |
| Robert Salen         |             | Attaquant         | Transfert      | AS Béziers             | Division 2    |
| Frédéric N'Doumbé    |             | Attaquant         | Transfert      | SO Montpellier         | Division 1    |
| Départs              |             |                   |                |                        |               |
| Jean-Paul Biscarrat  |             | Milieu            | -              | -                      | -             |
| Jean-Baptiste Bordas |             | Milieu            | Transfert      | Le Havre AC            | Division 2    |
| Jean Oleksiak        |             | Milieu            | Transfert      | Lille OSC              | Division 2    |
| Jacques Faivre       |             | Milieu            | Arrêt carrière | -                      | -             |

## Championnat

### Matchs allers
| Date       | N o | Adversaire               | Lieu | Résultat | Buteurs pour Saint-Étienne                                   | Points | Classement |
| ---------- | --- | ------------------------ | ---- | -------- | ------------------------------------------------------------ | ------ | ---------- |
| 01/09/1963 | J01 | US Valenciennes-Anzin    | Dom. | 1 – 1    | Epalle 42e                                                   | 1      | 11         |
| 07/09/1963 | J02 | Toulouse FC              | Ext. | 4 - 0    | -                                                            | 1      | 18         |
| 13/09/1963 | J03 | AS Monaco FC             | Dom. | 4 - 1    | Herbin 14e, Guy 39e, Foix 85e, Mekloufi 86e                  | 3      | 13         |
| 22/09/1963 | J04 | Olympique lyonnais       | Ext. | 4 - 5    | Mekloufi 8e 71e, Foix 17e, Guy 83e 85e                       | 5      | 5          |
| 06/10/1963 | J05 | Angers SCO               | Dom. | 2 – 2    | Herbin 55e 73e                                               | 6      | 9          |
| 13/10/1963 | J06 | Nîmes Olympique          | Ext. | 0 - 2    | Guy 18e 87e                                                  | 8      | 4          |
| 20/10/1963 | J07 | Stade de Reims           | Dom. | 1 – 1    | Guy 63e                                                      | 9      | 3          |
| 01/11/1963 | J08 | Stade français FC        | Ext. | 1- 3     | Guy 10e, Mekloufi 40e 61e                                    | 11     | 2          |
| 03/11/1963 | J09 | RC Lens                  | Dom. | 1 - 0    | Herbin 42e                                                   | 13     | 1          |
| 26/02/1964 | J10 | FC Rouen                 | Ext. | 0 – 0    | -                                                            | 14     | 2          |
| 17/11/1963 | J11 | OGC Nice                 | Dom. | 2 – 2    | Mekloufi 7e, Guy 57e                                         | 15     | 2          |
| 24/11/1963 | J12 | FC Girondins de Bordeaux | Ext. | 2 - 3    | Herbin 10e, Baulu 13e, Mekloufi 71e                          | 17     | 1          |
| 01/12/1963 | J13 | Stade rennais UC         | Ext. | 1 – 1    | Baulu 82e                                                    | 18     | 1          |
| 08/12/1963 | J14 | FC Nantes                | Dom. | 6 - 1    | Herbin 13e, Mekloufi 33e, Foix 38e, Ferrier 85e, Guy 73e 83e | 20     | 1          |
| 15/12/1963 | J15 | RC Strasbourg            | Ext  | 2 - 0    | -                                                            | 20     | 1          |
| 18/03/1964 | J16 | UA Sedan-Torcy           | Dom. | 2 - 1    | Herbin 27e, Mekloufi 60e                                     | 22     | 1          |
| 29/12/1963 | J17 | RC Paris                 | Ext. | 1 - 3    | Marcel 34e (csc), Herbin 38e, Guy 45e                        | 24     | 1          |

### Matchs retours
| Date       | N o | Adversaire               | Lieu | Résultat | Buteurs pour Saint-Étienne                                | Points | Classement |
| ---------- | --- | ------------------------ | ---- | -------- | --------------------------------------------------------- | ------ | ---------- |
| 05/01/1964 | J18 | RC Paris                 | Dom. | 2 - 1    | Guy 34e, Salen 79e                                        | 26     | 1          |
| 19/01/1964 | J19 | US Valenciennes-Anzin    | Ext. | 1 - 2    | Guy 29e 45e                                               | 28     | 1          |
| 26/01/1964 | J20 | Toulouse FC              | Dom. | 7 - 1    | Guy 5e 61e 81e 83e, Mekloufi 16e (pen.) 88e, N’Doumbé 39e | 30     | 1          |
| 02/02/1964 | J21 | AS Monaco FC             | Ext. | 2 - 1    | Herbin 39e                                                | 30     | 1          |
| 16/02/1964 | J22 | Olympique lyonnais       | Dom. | 2 - 1    | Mekloufi 15e Degeorges 35e (csc)                          | 32     | 1          |
| 23/02/1964 | J23 | Angers SCO               | Ext. | 3 - 1    | Guy 43e                                                   | 32     | 1          |
| 08/03/1964 | J24 | Nîmes Olympique          | Dom. | 3 - 0    | Barlaguet 20e (csc), Guy 55e 73e                          | 34     | 1          |
| 14/03/1964 | J25 | Stade de Reims           | Ext. | 3 - 1    | Foix 69e                                                  | 34     | 1          |
| 28/03/1964 | J26 | Stade français FC        | Dom. | 0 - 1    | -                                                         | 34     | 1          |
| 05/04/1964 | J27 | RC Lens                  | Ext. | 4 - 2    | Guy 4e 67e                                                | 34     | 1          |
| 12/04/1964 | J28 | FC Rouen                 | Dom. | 1 - 0    | Guy 62e                                                   | 36     | 1          |
| 01/04/1964 | J29 | OGC Nice                 | Ext. | 1 – 1    | Mekloufi 75e                                              | 37     | 1          |
| 29/04/1964 | J30 | FC Girondins de Bordeaux | Dom. | 4 - 0    | Foix 45e 70e 90e, Mekloufi 73e (pen.)                     | 39     | 1          |
| 03/05/1964 | J31 | Stade rennais UC         | Dom. | 3 - 0    | Mekloufi 14e 52e, Guy 69e                                 | 41     | 1          |
| 17/05/1964 | J32 | FC Nantes                | Ext. | 1 - 3    | Herbin 73e, Guy 75e 82e                                   | 43     | 1          |
| 31/05/1964 | J33 | UA Sedan-Torcy           | Ext. | 3 - 0    | -                                                         | 43     | 1          |
| 07/06/1964 | J34 | RC Strasbourg            | Dom. | 2 – 2    | Salen 61e, Guy 89e                                        | 44     | 1          |

### Classement final
En cas d'égalité entre deux clubs, le premier critère de départage est la différence de buts.
| Rang | Équipe                   | Pts | J  | G  | N  | P  | Bp | Bc | Diff |
| ---- | ------------------------ | --- | -- | -- | -- | -- | -- | -- | ---- |
| 1    | AS Saint-Étienne P       | 44  | 34 | 18 | 8  | 8  | 71 | 48 | +23  |
| 2    | AS Monaco FC T           | 41  | 34 | 17 | 7  | 10 | 62 | 45 | +17  |
| 3    | RC Lens                  | 40  | 34 | 17 | 6  | 11 | 71 | 46 | +25  |
| 4    | Olympique lyonnais C     | 39  | 34 | 15 | 9  | 10 | 58 | 53 | +5   |
| 5    | Toulouse FC              | 37  | 34 | 13 | 11 | 10 | 56 | 54 | +2   |
| 6    | US Valenciennes-Anzin    | 35  | 34 | 14 | 7  | 13 | 49 | 39 | +10  |
| 7    | FC Girondins de Bordeaux | 34  | 34 | 13 | 8  | 13 | 55 | 58 | -3   |
| 8    | FC Nantes P              | 34  | 34 | 13 | 8  | 13 | 51 | 59 | -8   |
| 9    | RC Strasbourg            | 33  | 34 | 11 | 11 | 12 | 43 | 41 | +2   |
| 10   | Angers SCO               | 33  | 34 | 11 | 11 | 12 | 54 | 62 | -8   |
| 11   | Stade rennais UC         | 33  | 34 | 12 | 9  | 13 | 54 | 65 | -11  |
| 12   | UA Sedan-Torcy           | 32  | 34 | 14 | 4  | 16 | 62 | 52 | +10  |
| 13   | Nîmes Olympique          | 32  | 34 | 12 | 8  | 14 | 45 | 45 | 0    |
| 14   | FC Rouen                 | 32  | 34 | 12 | 8  | 14 | 50 | 51 | -1   |
| 15   | Stade français FC        | 32  | 34 | 13 | 6  | 15 | 48 | 53 | -5   |
| 16   | RC Paris                 | 31  | 34 | 12 | 7  | 15 | 66 | 76 | -10  |
| 17   | Stade de Reims           | 27  | 34 | 8  | 11 | 15 | 37 | 56 | -19  |
| 18   | OGC Nice                 | 23  | 34 | 7  | 9  | 18 | 45 | 74 | -29  |

Victoire à 2 points
Qualifications européennes
- 1er : qualifié pour la Coupe des clubs champions européens
- Vainqueur de la Coupe de France : qualifié pour la Coupe d'Europe des vainqueurs de coupe

Relégation
- 15e et 16e : barrage de relégation en Division 2
- 17e et 18e : relégation en Division 2

Abréviations
T : Tenant du titre

C : Vainqueur de la Coupe de France 1963-64

P : Promus de Division 2
- Les deux premiers du classement de D2, à savoir le Lille OSC et le FC Sochaux, obtiennent la montée directe en D1. Les troisième et quatrième, le FC Metz et le SC Toulon, jouent des barrages pour monter.

## Coupe de France

### Tableau récapitulatif des matchs
| Date       | N o              | Adversaire            | Lieu                                    | Résultat | Buteurs pour Saint-Étienne | Suite                           |
| ---------- | ---------------- | --------------------- | --------------------------------------- | -------- | -------------------------- | ------------------------------- |
| 12/01/1964 | 32èmes de finale | Stade Saint-Germain   | Stade des Halles, Saint-Germain-en-Laye | 2 - 0    | Salen 62e, Sbaiz 62e       | Qualifiés pour le prochain tour |
| 09/02/1964 | 16èmes de finale | US Valenciennes-Anzin | Parc des Princes, Paris                 | 2 - 1    | Baulu 20e                  | Éliminés                        |

## Coupe Drago

### Tableau récapitulatif des matchs
| Date       | N o     | Adversaire | Lieu                         | Résultat | Buteurs pour Saint-Étienne | Suite                    |
| ---------- | ------- | ---------- | ---------------------------- | -------- | -------------------------- | ------------------------ |
| 01/03/1964 | 2e Tour | Cannes     | Stade des Hespérides,Cannes  | 0 - 2    | Epalle 28e, Balboa 42e     | Qualifié pour le 3e tour |
| 22/03/1964 | 3e tour | US Forbach | Stade du Schlossberg,Forbach | 1 - 0    | -                          | Éliminé                  |

## Statistiques

### Équipe-type
| \| Bernard Polny Tylinski Sbaïz Casado Domingo (Ferrier) Herbin Mekloufi Salen Guy Foix (N'Doumbé) \| Équipe-type de la saison 1963-1964 |
| Bernard Polny Tylinski Sbaïz Casado Domingo (Ferrier) Herbin Mekloufi Salen Guy Foix (N'Doumbé)                                          |

### Buteurs
| Place | Nom               | Division 1 | Coupe de France | Coupe Drago | TOTAL des BUTS |
| 1     | André Guy         | 28 buts    | -               | -           | 28 buts        |
| 2     | Rachid Mekloufi   | 16 buts    | -               | -           | 16 buts        |
| 3     | Robert Herbin     | 10 buts    | -               | -           | 10 buts        |
| 4     | Jacques Foix      | 7 buts     | -               | -           | 7 buts         |
| 5     | Robert Salen      | 2 buts     | 1 but           | -           | 3 buts         |
| 5     | Jean-Claude Baulu | 2 buts     | 1 but           | -           | 3 buts         |
| 7     | Gérard Epalle     | 1 buts     | -               | 1 but       | 2 buts         |
| 8     | René Ferrier      | 1 but      | -               | -           | 1 buts         |
| 8     | Nello Sbaïz       | -          | 1 but           | -           | 1 but          |
| 8     | Manuel Balboa     | -          | -               | 1 but       | 2 buts         |
| 8     | Frédéric N'Doumbé | 1 but      | -               | -           | 2 buts         |
| #     | contre son camp   | 3 buts     | -               | -           | 3 buts         |
| Total | 11 buteurs        | 71 buts    | 3 buts          | 2 buts      | 76 buts        |

Date de mise à jour : le 17 décembre 2014.

### Affluences
Total de 235869 spectateurs  en 17 journées  (soit 13.874 /match)
Affluence de l'AS Saint-Étienne à domicile

### Équipe de France
3  stéphanois auront les honneurs de l’Equipe de France cette saison : Pierre Bernard avec 6 sélections, Robert Herbin avec  4 sélections et René Ferrier  avec une seule sélection.
| Joueurs        | Position  | Date       | Lieu     | Adversaire | Type rencontre                   | Score | Temps de jeu | Buts |
| Pierre Bernard | Gardien   | 29.09.1963 | Sofia    | Bulgarie   | Eliminatoires Championnat Europe | 0- 1  | 90           | -    |
| Pierre Bernard | Gardien   | 26.10.1963 | Paris    | Bulgarie   | Eliminatoires Championnat Europe | 3 - 1 | 90           | -    |
| Pierre Bernard | Gardien   | 11.11.1963 | Paris    | Suisse     | Amical                           | 2 – 2 | 90           | -    |
| Pierre Bernard | Gardien   | 25.12.1963 | Paris    | Belgique   | Amical                           | 1- 2  | 90           | -    |
| Pierre Bernard | Gardien   | 25.04.1964 | Colombes | Hongrie    | Eliminatoires Championnat Europe | 1- 3  | 90           | -    |
| Pierre Bernard | Gardien   | 23.05.1964 | Budapest | Hongrie    | Eliminatoires Championnat Europe | 2- 1  | 90           | -    |
| Robert Herbin  | Défenseur | 26.10.1963 | Paris    | Bulgarie   | Eliminatoires Championnat Europe | 3 - 1 | 90           | 78e  |
| Robert Herbin  | Défenseur | 11.11.1963 | Paris    | Suisse     | Amical                           | 2 – 2 | 90           | -    |
| Robert Herbin  | Défenseur | 25.12.1963 | Paris    | Belgique   | Amical                           | 1- 2  | 90           | -    |
| Robert Herbin  | Défenseur | 25.04.1964 | Colombes | Hongrie    | Eliminatoires Championnat Europe | 1- 3  | 90           | -    |
| René Ferrier   | Milieu    | 26.10.1963 | Paris    | Bulgarie   | Eliminatoires Championnat Europe | 3 - 1 | 90           | -    |